# Taça de Portugal 1962-1963
La Taça de Portugal 1962-1963 fu la 23ª edizione della Coppa di Portogallo. La competizione si concluse con la vittoria per 4-0 dello Sporting Lisbona sul Vitória Guimarães. I Leões conquistarono il sesto trofeo di Coppa di Portogallo. La squadra campione in carica, il Benfica, venne eliminata alle semifinali proprio dallo Sporting.
Capocannoniere del torneo fu l'attaccante dello Sporting Mascarenhas (17 gol) che segnò anche la rete definitiva del 4-0 nella finale.

## Squadre partecipanti
In questa edizione erano presenti tutte le squadre di Primeira Divisão e di Segunda Divisão e i campioni di Madera e di Mozambico i quali andarono direttamente ai quarti.

### Primeira Divisão

#### 14 squadre
| - Académica - Atlético CP - Barreirense - Belenenses - Benfica | - CUF Barreiro - Feirense - Leixões - Lusitano - Olhanense | - Porto - Sporting Lisbona - Vitória Guimarães - Vitória Setúbal |

### Segunda Divisão

#### 28 squadre
| - Académico de Viseu - Alhandra - Beira-Mar - Benfica e C.B. - Boavista - Braga - Cova da Piedade | - Covilhã - Espinho - Farense - Leça - Lusitano VRSA - Luso - Marinhense | - Montijo - Oliveirense - Oriental Lisbona - Peniche - Portalegrense - Portimonense - Sacavenense | - Salgueiros - Sanjoanense - Seixal - Silves - Torreense - Varzim - Vianense |

### Altre partecipanti
- Sporting L. Marques (campione di Mozambico)
- União Madeira (campione di Madera)

## Primo turno
|                   | Risultato |                    | Andata | Ritorno | Spareggio |  |
| ----------------- | --------- | ------------------ | ------ | ------- | --------- |  |
| Vitória Guimarães | 5 - 1     | Covilhã            | 3 - 1  | 2 - 0   |           |  |
| Sporting Lisbona  | 8 - 1     | Oliveirense        | 4 - 1  | 4 - 0   |           |  |
| Seixal            | 8 - 3     | Lusitano VRSA      | 4 - 2  | 4 - 1   |           |  |
| Varzim            | 12 - 2    | Oriental Lisbona   | 4 - 2  | 8 - 0   |           |  |
| Portimonense      | 7 - 1     | Leça               | 7 - 0  | 0 - 1   |           |  |
| Sacavenense       | 2 - 2     | Vianense           | 1 - 1  | 1 - 1   | 4 - 3     |  |
| Olhanense         | 6 - 1     | Peniche            | 3 - 0  | 3 - 1   |           |  |
| Marinhense        | 5 - 2     | Silves             | 4 - 1  | 1 - 1   |           |  |
| Lusitano          | 11 - 1    | Portalegrense      | 10 - 0 | 1 - 1   |           |  |
| Leixões           | 6 - 3     | Braga              | 5 - 2  | 1 - 1   |           |  |
| Feirense          | 2 - 2     | Boavista           | 0 - 1  | 2 - 1   | 2 - 1     |  |
| Porto             | 3 - 3     | Vitória Setúbal    | 0 - 2  | 3 - 1   | 4 - 1     |  |
| CUF Barreiro      | 5 - 2     | Espinho            | 1 - 1  | 4 - 1   |           |  |
| Cova da Piedade   | 4 - 3     | Torreense          | 3 - 2  | 1 - 1   |           |  |
| Benfica           | 19 - 0    | Luso               | 7 - 0  | 12 - 0  |           |  |
| Benfica e C.B.    | 4 - 3     | Sanjoanense        | 2 - 1  | 2 - 2   |           |  |
| Belenenses        | 10 - 2    | Montijo            | 4 - 2  | 6 - 0   |           |  |
| Beira-Mar         | 5 - 2     | Farense            | 4 - 2  | 1 - 0   |           |  |
| Atlético CP       | 3 - 2     | Barreirense        | 2 - 0  | 1 - 2   |           |  |
| Alhandra          | 4 - 4     | Salgueiros         | 0 - 4  | 4 - 0   | 4 - 1     |  |
| Académica         | 12 - 2    | Académico de Viseu | 10 - 1 | 2 - 1   |           |  |

## Secondo turno
- Vitória Guimarães

|                  | Risultato |                 | Andata | Ritorno | Spareggio |  |
| ---------------- | --------- | --------------- | ------ | ------- | --------- |  |
| Sporting Lisbona | 11 - 1    | Cova da Piedade | 9 - 0  | 2 - 1   |           |  |
| Seixal           | 4 - 1     | Beira-Mar       | 3 - 0  | 1 - 1   |           |  |
| Marinhense       | 4 - 3     | Varzim          | 2 - 1  | 2 - 2   |           |  |
| Leixões          | 8 - 2     | CUF Barreiro    | 3 - 1  | 5 - 1   |           |  |
| Porto            | 15 - 0    | Feirense        | 6 - 0  | 9 - 0   |           |  |
| Benfica          | 5 - 2     | Lusitano        | 3 - 1  | 2 - 1   |           |  |
| Belenenses       | 4 - 1     | Olhanense       | 0 - 0  | 4 - 1   |           |  |
| Atlético CP      | 4 - 2     | Portimonense    | 0 - 2  | 4 - 0   |           |  |
| Alhandra         | 4 - 3     | Benfica e C.B.  | 3 - 1  | 1 - 2   |           |  |
| Académica        | 3 - 3     | Sacavenense     | 1 - 0  | 2 - 3   | 4 - 1     |  |

## Terzo turno
- Benfica

|                   | Risultato |             | Andata | Ritorno |  |
| ----------------- | --------- | ----------- | ------ | ------- |  |
| Vitória Guimarães | 4 - 3     | Académica   | 1 - 2  | 3 - 1   |  |
| Sporting Lisbona  | 12 - 0    | Atlético CP | 10 - 0 | 2 - 0   |  |
| Marinhense        | 8 - 4     | Alhandra    | 3 - 0  | 5 - 4   |  |
| Porto             | 3 - 0     | Leixões     | 1 - 0  | 2 - 0   |  |
| Belenenses        | 7 - 1     | Seixal      | 2 - 1  | 5 - 0   |  |

## Quarti di finale
|                   | Risultato |                     | Andata | Ritorno |  |
| ----------------- | --------- | ------------------- | ------ | ------- |  |
| Vitória Guimarães | 6 - 2     | União Madeira       | 1 - 2  | 5 - 0   |  |
| Sporting Lisbona  | 7 - 3     | Sporting L. Marques | 3 - 1  | 4 - 2   |  |
| Benfica           | 8 - 1     | Marinhense          | 3 - 1  | 5 - 0   |  |
| Belenenses        | 4 - 1     | Porto               | 1 - 1  | 3 - 0   |  |

## Semifinali
|                   | Risultato |            | Andata | Ritorno | Spareggio |  |
| ----------------- | --------- | ---------- | ------ | ------- | --------- |  |
| Vitória Guimarães | 3 - 3     | Belenenses | 0 - 2  | 3 - 1   | 3 - 1     |  |
| Sporting Lisbona  | 2 - 1     | Benfica    | 0 - 1  | 2 - 0   |           |  |

## Finale
| Arbitro: | Francisco Guerra (Oporto) |

|                                               |           |  |
| Figueiredo 25’, 70’ Lúcio 73’ Mascarenhas 87’ | Marcatori |  |

| Sporting CP | Vitória Guimarães |

### Formazioni
| Sporting Lisbona |   |                     |
|                  |   |                     |
| POR              | 1 | Joaquim Carvalho () |
| DIF              |   | Pedro Gomes         |
| DIF              |   | Hilário             |
| DIF              |   | Lúcio               |
| CEN              |   | João Morais         |
| CEN              |   | David Júlio         |
| CEN              |   | Osvaldo Silva       |
| CEN              |   | José Pérides        |
| ATT              |   | Ernesto Figueiredo  |
| ATT              |   | Mascarenhas         |
| ATT              |   | Géo Carvalho        |
| Sostituiti:      |   |                     |
| Allenatore:      |   |                     |
| Juca             |   |                     |

| Vitória Guimarães |   |                  |
|                   |   |                  |
| POR               | 1 | Mário Roldão     |
| DIF               |   | Daniel           |
| DIF               |   | João da Costa () |
| DIF               |   | Manuel Pinto     |
| CEN               |   | Virgílio         |
| CEN               |   | Caiçara          |
| CEN               |   | Paulino          |
| CEN               |   | Peres            |
| ATT               |   | Armindo Silva    |
| ATT               |   | António Mendes   |
| ATT               |   | Lua              |
| Sostituiti:       |   |                  |
| Allenatore:       |   |                  |
| José Valle        |   |                  |